# Harry Sullivan
Harry Sullivan es un personaje de ficción de la serie británica de ciencia ficción Doctor Who. Se trata de uno de los acompañantes del Cuarto Doctor. Interpretado por Ian Marter, fue personaje regular durante la 12.ª temporada de la serie, entre 1974 y 1975.

## Historia del personaje
El Doctor Sullivan era un teniente médico en la Royal Navy, que trabajaba como oficial médico en UNIT, la organización para la que trabajaba el Doctor como consejero científico. Fue mencionado por primera vez (aunque no apareció en pantalla) en Planet of the Spiders, cuando el Brigadier piensa que el Doctor entró en coma. El Brigadier llama al "Doctor Sullivan" y le pide que vaya al laboratorio del Doctor, pero le dice que no se moleste cuando el Sargento Benton despierta al Doctor al ofrecerle una taza de café. En el siguiente serial, Robot, tras la tercera regeneración del Doctor, llaman a Sullivan para que le atienda, y acaba como viajero de la TARDIS con el Cuarto Doctor y Sarah Jane Smith (Elisabeth Sladen) durante varias aventuras.
Harry representa el estereotipo anticuado inglés en su forma de ser. Es algo propenso a los accidentes, una vez dice que siempre se estaba dando en la nariz con las puertas de las barracas de Portsmouth. Suele emplear un lenguaje algo arcaico. Sin embargo, también se le muestra como poseedor de gran valentía y capacidad, adaptándose bien a las muchas extrañas situaciones en las que se ve envuelto. Sin embargo, también puede ser bastante torpe y poco sutil, llegando a hacer que el Doctor, en un momento de frustración, diga que "¡Harry Sullivan es un imbécil!". Sin embargo, se gana el cariño del Doctor y Sarah Jane, y llega a tener una cierta relación de flirteo con ella.
El personaje se diseñó originalmente para hacer las escenas de acción cuando se pensaba poner a un nuevo Doctor más viejo. Sarah Jane incluso llegó a comparar de broma a Harry con James Bond. Pero cuando se escogió para el papel del Doctor a Tom Baker, de cuarenta años, esto ya no era una preocupación, y se tomó la decisión de retirar a Harry de la serie, algo que el productor Philip Hinchcliffe admitió posteriormente que fue un error, ya que Harry era un personaje agradable y popular que tenía buena química con sus dos compañeros.
La última aparición regular de Harry fue en el primer episodio de la 13.ª temporada, Terror of the Zygons, que se había rodado en realidad al final de la producción de la 12.ª temporada pero que se movió a la temporada siguiente. En la conclusión de la historia, elige volver a Londres en tren en lugar de la TARDIS con el Doctor y Sarah Jane, que continúan sus aventuras sin él. Sin embargo, volvería a aparecer una vez más tres historias más tarde en The Android Invasion, como el Harry original y como un doble androide. Esta fue la última aparición de Harry en el programa.
Posteriormente, el equipo de producción de la época pensó en traer a Harry Sullivan de vuelta como invitado en la historia de 1983 Mawdryn Undead, como parte de las celebraciones del 20 aniversario de la serie. Su primera elección había sido el personaje de Ian Chesterton, pero esos planes no llegaron a buen puerto al no estar el actor William Russell disponible. Al final, se decidió usar el personaje del Brigadier Lethbridge-Stewart (interpretado por Nicholas Courtney). Se mencionó a Harry en la historia, sin embargo. El Brigadier le dice al Quinto Doctor (Peter Davison) que fue adscrito a la OTAN y que lo último que sabía de él es que estaba haciendo algo en Porton Down. En la serie The Sarah Jane Adventures, en la historia Death of the Doctor, Sarah Jane menciona que Harry continuó trabajando como médico y que salvó miles de vidas con sus vacunas.